# Pizzagate

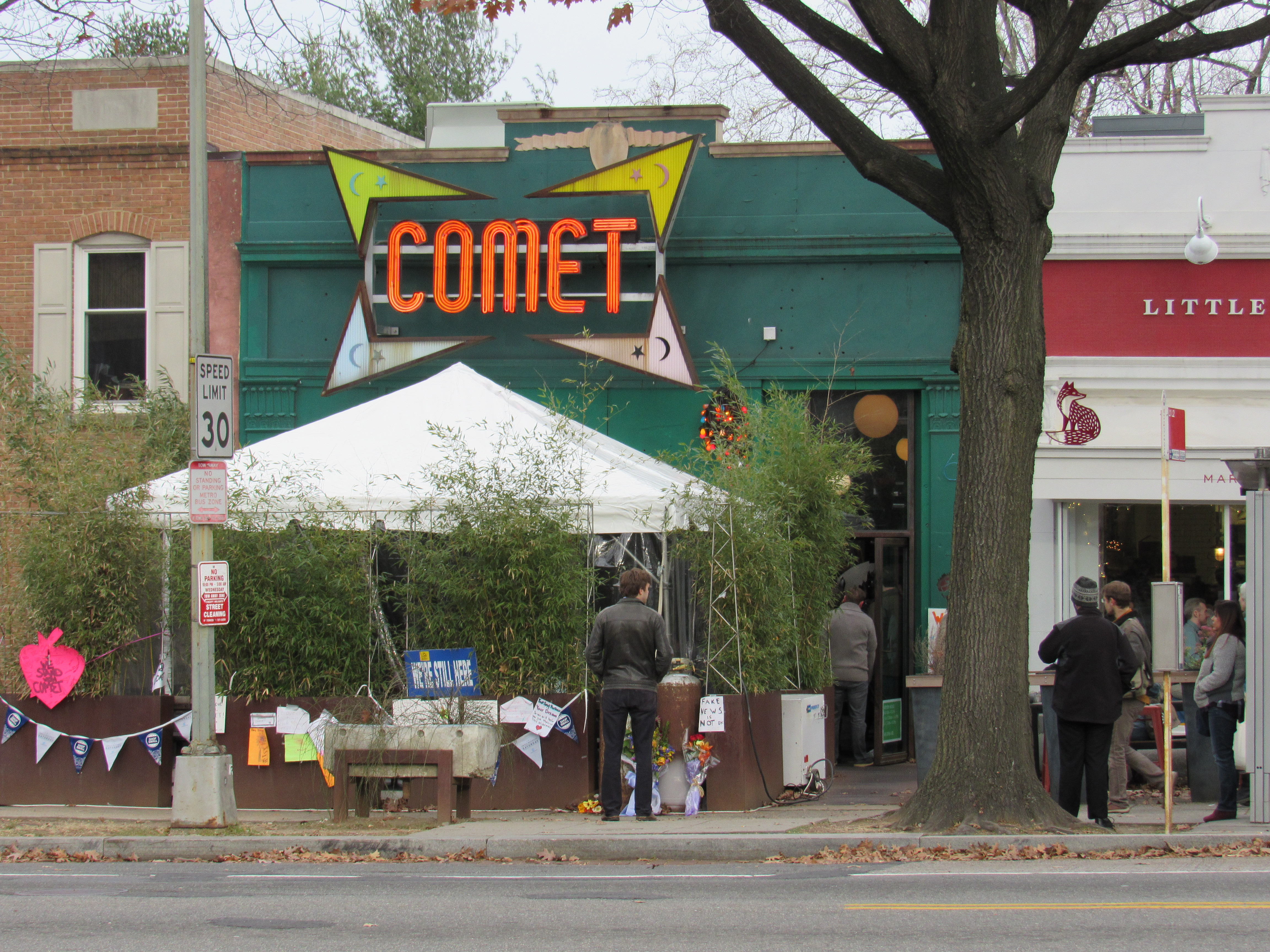
Els defensors de Pizzagate van connectar Comet Ping Pong (a la foto) amb una esfera d'abús sexual infantil fictícia.

Pizzagate és una teoria de la conspiració que es va fer viral durant les eleccions presidencials dels Estats Units el 2016. Ha estat desacreditada per una àmplia gamma d'organitzacions, les mateixes que hi estan implicades, inclòs el Departament de la Policia Metropolitana del Districte de Columbia.
El març de 2016, el compte de correu electrònic personal de John Podesta, gerent de campanya de Hillary Clinton, va ser piratejat en un atac de pesca informàtica. WikiLeaks va publicar-ne els correus electrònics el novembre de 2016. Els defensors de la teoria conspirativa Pizzagate van afirmar que els correus electrònics contenien missatges codificats que connectaven diversos restaurants nord-americans i alts funcionaris del Partit Demòcrata amb una suposada xarxa de tràfic de persones i abús sexual infantil. Un dels establiments presumptament involucrats va ser el restaurant pizzeria Comet Ping Pong a Washington, D. C.
Els membres de l'extrema dreta (auto-denominada "dreta alternativa") i altres opositors a la campanya presidencial de Clinton van difondre la teoria conspirativa en mitjans de comunicació socials com 4chan, 8chan i Twitter. En resposta, un home de Carolina del Nord va viatjar fins a la pizzeria Comet Ping Pong per investigar la conspiració i va disparar un rifle dins el restaurant. L'amo i el personal del restaurant també van rebre amenaces de mort de teòrics de la conspiració.

## Orígens

### Gènesi
El 30 d'octubre de 2016, un compte de Twitter que publicava material de supremacisme blanc i que es presentava com a gestionat per un advocat de Nova York va afirmar que el Departament de Policia de la Ciutat de Nova York (NYPD) havia descobert una xarxa de pedofília vinculada a membres del Partit Demòcrata mentre revisava els correus electrònics d'Anthony Weiner. Durant els mesos d'octubre i novembre de 2016, WikiLeaks va publicar els correus electrònics de John Podesta. Els defensors de la teoria van llegir-los i van al·legar que contenien paraules clau per la pedofília i el tràfic de persones. Els defensors també van afirmar que la pizzeria Comet Ping Pong era un espai de trobada per a l'abús ritual satànic.
La història es va publicar més tard en llocs web de notícies falses, començant amb Your News Wire, que va citar una publicació de 4chan de principis d'aquell any. L'article de Your News Wire va ser difós posteriorment per llocs web pro-Trump, inclòs Subjectpolitics.com, que va afegir l'afirmació que la policia de Nova York havia fet una batuda a la propietat d'Hillary Clinton. The Conservative Daily Post va publicar un titular al·legant que el FBI havia confirmat la teoria.

### Difusió a les xarxes socials
Segons la BBC, les acusacions es van estendre a Internet dies abans de les eleccions presidencials de 2016 als Estats Units, després que un usuari de Reddit publiqués un document com a "prova" del Pizzagate. La publicació original de Reddit, eliminada en algun moment entre el 4 i el 21 de novembre, al·legava la participació de la pizzeria Comet Ping Pong de Washington D. C.: 
| « | Totes les persones relacionades amb el negoci estan fent inferències semi-obertes, semi-iròniques i semi-sarcàstiques sobre el sexe amb menors. Els artistes que treballen per a i amb el negoci també generen imatges de culte de desencarnació, sang, decapitacions, sexe i, evidentment, pizza. | » |

La història va aparèixer en altres llocs web de notícies falses com InfoWars, Planet Free Will i The Vigilant Citizen, i va ser promoguda per activistes d'extrema dreta com Mike Cernovich, Brittany Pettibone i Jack Posobiec. Altres promotors inclouen: David Seaman, ex escriptor de Thestreet.com, el presentador de CBS46 Ben Swann, el jugador de bàsquet Andrew Bogut i el creador de Minecraft Markus Persson. El 30 de desembre, quan Bogut es va recuperar d'una lesió al genoll, membres de la comunitat /r/The_Donald a Reddit van promoure una teoria falsa que la seva lesió estava relacionada amb el seu suport al Pizzagate. Jonathan Albright, professor ajudant d'anàlisi de mitjans a la Universitat d'Elon, va dir que una quantitat desproporcionada de tuits sobre el Pizzagate provenia de la República Txeca, Xipre i Vietnam, i que alguns dels retuiters més freqüents eren bots.
Els membres de la comunitat de Reddit /r/The_Donald van crear el subreddit /r/pizzagate per desenvolupar encara més la teoria conspirativa. El sub-fil va ser prohibit el 23 de novembre de 2016 per violar la política anti-doxing de Reddit, després que els usuaris publiquessin detalls personals de les persones relacionades amb la suposada conspiració. Reddit va publicar una declaració després dient: «No volem caceres de bruixes al nostre lloc web». Després de la prohibició de Reddit, la discussió es va traslladar al subfil v/pizzagate a Voat, un lloc web similar a Reddit.
Alguns dels defensors del Pizzagate, inclosos David Seaman i Michael G. Flynn (fill de Michael Flynn) han desenvolupat la idea d'una conspiració governamental més àmplia anomenada «Pedogate». Segons aquesta teoria, una "camarilla d'elits satàniques" del Nou Ordre Mundial opera xarxes internacionals de tràfic sexual de nens.

### Informes de premsa turca
A Turquia, les denúncies es van publicar a través de diaris progovernamentals (és a dir, aquells que recolzen al president Erdogan), com Sabah, A Haber, Yeni Şafak, Akşam i Star. La història va aparèixer en el lloc web turc Ekşi Sözlük i a la xarxa de notícies virals HaberSelf, on qualsevol pot publicar contingut. Aquests fòrums van publicar imatges i acusacions directament des del subreddit eliminat, que es van reimprimir íntegrament a la premsa controlada per l'estat. Efe Sozeri, columnista de The Daily Dot, va suggerir que les fonts del govern turc estaven impulsant aquesta història per distreure l'atracció d'un escàndol d'abús infantil allà al març de 2016.